# Phumosia argentata
Phumosia argentata är en tvåvingeart som först beskrevs av Seguy 1935.  Phumosia argentata ingår i släktet Phumosia och familjen spyflugor.
Artens utbredningsområde är Madagaskar. Inga underarter finns listade i Catalogue of Life.